# Volvia
Volvia är ett varumärke för försäkring av fordon av märket Volvo, sk märkesförsäkring. Volvia startades av Volvo år 1959 som ett försäkringsbolag, men är numera enbart ett varumärke för försäkring som säljs av If Skadeförsäkring, med Volvobolagens godkännande.
Varumärket Volvia ägs av bolaget Volvo Trademark Holding som förvaltar de varumärken som ägs gemensamt av AB Volvo och Volvo Cars.
De försäkringar som tecknas under varumärket Volvia tecknas numera i försäkringsbolaget If Skadeförsäkring.